# فرانسواز ماري البوربونية
فرانسواز ماري البوربونية (بالفرنسية: Françoise-Marie de Bourbon)، ليجيتيمي دي فرنسا، مدموزيل بلوا (4 مايو 1677 - 1 فبراير 1749)؛ هي الابنة الصغرى الغير شرعية لـ لويس الرابع عشر ملك فرنسا وعشيقته فرانسواز-أثينيس ماركيزة مونتيسبُ، ومع بلوغها الرابعة عشر أصبحت متزوجة من ابن عمها فيليب داورليان في المستقبل حاكم المملكة خلال فترة الوصاية على لويس الخامس عشر ملك فرنسا؛ خلال هذا الزواج الغير سعيد أصبحت أم لثمانية أبناء.

## السيرة الذاتية

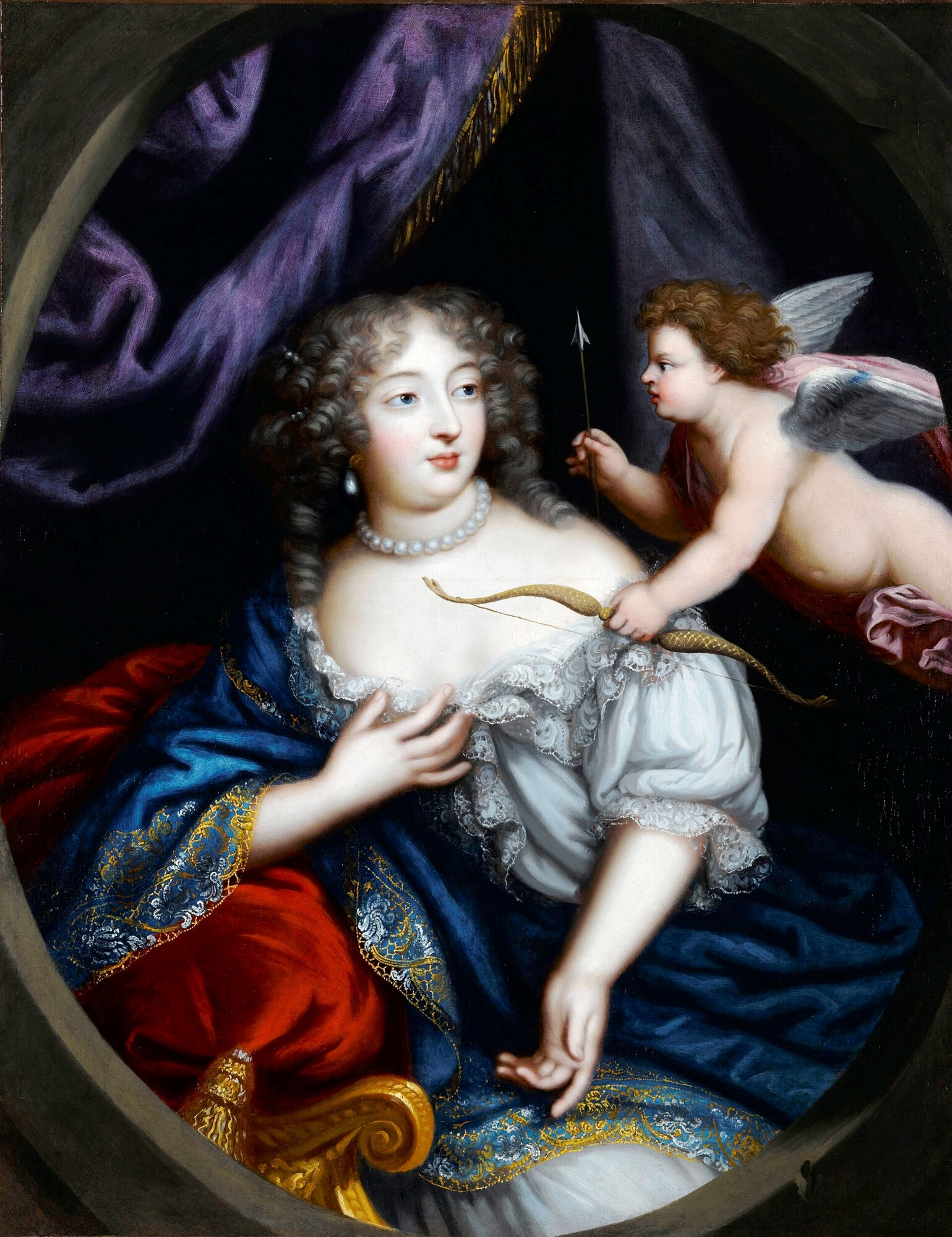
والدتها ماركيزة مونتيسب.

ولدت فرانسواز ماري في قصر مانتيونن التي تملكه منذ عام 1674 فرانسواز دوبين مدام مانتينون (في المستقبل زوجة لويس الرابع عشر)؛ في ذاك الوقت كان حاضنة أبناء ماركيزة مونتيسبُ ولويس الرابع عشر غير الشرعيين، في نهاية المطاف سيتم بنبذ والدتها من البلاط الملكي عندما كانت صغيرة، ومع ذلك كانت فرانسواز ماري تتردد على زيارة والدها في فرساي.
في 21 نوفمبر 1681 عندما كانت في الرابعة من العمر تم إضافة الشرعية عليها من قبل والدها لويس الرابع عشر، وأيضا تم منحها لقب مدموزيل بلوا مجاملةً، هو اللقب التي حملته أختها غير الشقيقة في السابق ماري آن دي بوربون ابنة لويس الرابع عشر وعشيقته لويز دو لا فالييه، ومع ذلك لم يرد ذكر اسم والدتها في عملية إضافة الشرعية عليهم، لأن والدتهم مازالت متزوجة قانونية من ماركيز مونتسيبُ مما يؤدي إلى اعتباره الأب وحضانة هؤلاء أبناء، بحلول وقت ولادتها أشرفت علاقة والديها على انهيار بسبب تورط والدتها في قضية السموم.
تم إضافة الشرعية مسبقاً على أخوتها الأكبر سناً لويس أوغست ولويس سيزار ولويز فرانسواز في 1673 من خلال خطاب براءة تمليك مسجلة من قبل برلمان باريس، في حين شقيقها الأصغر لويس ألكساندر حصل على الشرعية معها وسمي بـ كونت تولوز بقيت مقربة منها طوال حياته وكذلك شقيقها لويس أوغست، دوق ماين، ومع ذلك لم تكن مقربة من أخيها غير الشقيق لويس، دوفين الأكبر الذي كان مقرب من شقيقاتها الكبار لويز فرانسواز دوقة بوربون وماري آن دي بوربون أميرة كونتي الأرملة.
مدام دو مانتينون أصبحت زوجة لويس الرابع عشر منذ 1683، ولم يكن لديها أبناء منه، كترويج لمصالحها رتبت زواجها من ابن عمها فيليب داورليان دوق شارتر هو ابن الذكر لوحيد لفيليب الأول دوق أورليان وزوجته الثانية إليزابيث شارلوت من بالاتينات، وبسبب انحدارها من نسل غير شرعي كانت حماتها تمقتها لدرجة أنها قامت بصفع ابنها على وجههِ أثناء علمها بموافقتهِ على الزواج أمام الحاشية الملكية، في حين حماها تتردد في الفكرة كثيراً، لكن مع اغراء شقيقهِ لويس الرابع عشر بالمال وصعوبة زواج ابنه من أميرة أجنبية، اعطى كلمته أخيراً، ومع ذلك ظلت حماتها على عداوة معها طوال حياتها، ولم تكن مبالية بأبنائها كثيراً.
بهذه المناسبة أعطى الملك لشقيقه القصر الملكي الذي كان يقيم فيه سابقاً، وأيضا وعد لويس الرابع عشر بمهمة عسكرية لدوق شارتر مع 100,000 ليفر، أصبحوا متزوجين في 18 فبراير 1692 في كنيسة قصر فرساي تم مباركتهم من قبل كاردينال بويون (هو من عائلة لاتور داوفرن)، مسبقاً في 1685 رفض الكاردينال مباركة زواج شقيقتها لويز فرانسواز مدموزيل نانت من دوق بوربون مما أدي نفيه خارج البلاد، ولكنه استدعي للبلاد مع زواجها، بعد الحفل أُقيمت مأدبة الطعام في قاعة المرايا بحضور جميع أمراء وأميرات الدم وكان من بين المعازيم جيمس الثاني ملك إنجلترا المنفي وزوجته ماري من مودينا، خلال حفلة الفراش تشرفت الملكة ماري في تسليم لدوقة شارتر الجديدة ملابسها، ومع ذلك لم يتم دعوة والدتها إلى حفل الزفاف.
نظراً لأن زوجها يعتبر حفيد ملك فرنسا قانونياً، مما أدى إلى حصولها على لقب ابنة فرنسا الصغرى، كما يحق لها الحصول على لقب «السمو الملكي»، عند زواجها كانت بالمرتبة الثانية أهم امرأة في البلاط بعد حماتها دوقة أورليان، ولكن مع زواج دوق بورغندي في 1696 أصبحت في المرتبة الثالثة، خلفاً لدوقة بورغندي وحماتها، تلقت ماري فرانسواز مهراً أكثر ميلوني ليفراً أي ضعف المبلغ الذي تم دفعه لشقيقتها لويز فرانسواز أثناء زواجها من دوق بوربون «رئيس أمراء الدم» الذي كان رتبته أقل بكثير من ابن شقيق الملك، أدى هذا الاختلاف إلى عداء كبيرة بين الأخوات، ومع ذلك هذا المهر لم يُدفع كاملاً إلا بعد انتهاء حرب التسع سنوات.

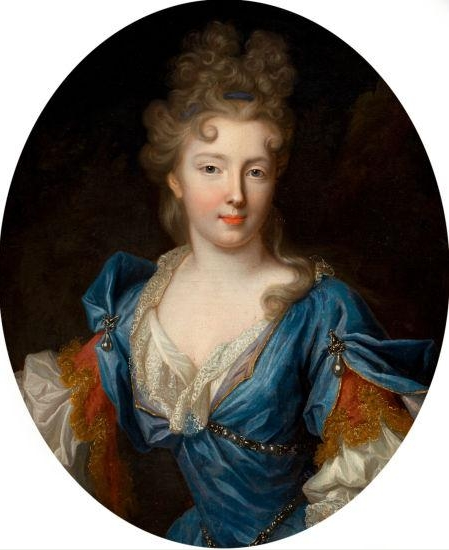
فرانسواز ماري، حوالي.1690.

ولم يمضى لزواج كثيراً حتى سخر فيليب منها على مزاجها السيء، وأطلق عليها بـ«مدام اللعينة»، وأيضا شكت حماتها خلال سنوات الأولى من الزواج حول حالة سكرها من ثلاثة إلى أربعة مرات في أسبوع، وعلى الرغم من ذلك استطاعت الإنجاب لزوجها ثمانية أبناء، تزوج العديد منهم بأفراد من الأسر الملكية الهامة في أوروبا خلال فترة حكم زوجها كوصي، ومع ذلك انزعجت من عدم اعتبار أبنائها في مرتبة «حفيد فرنسا».

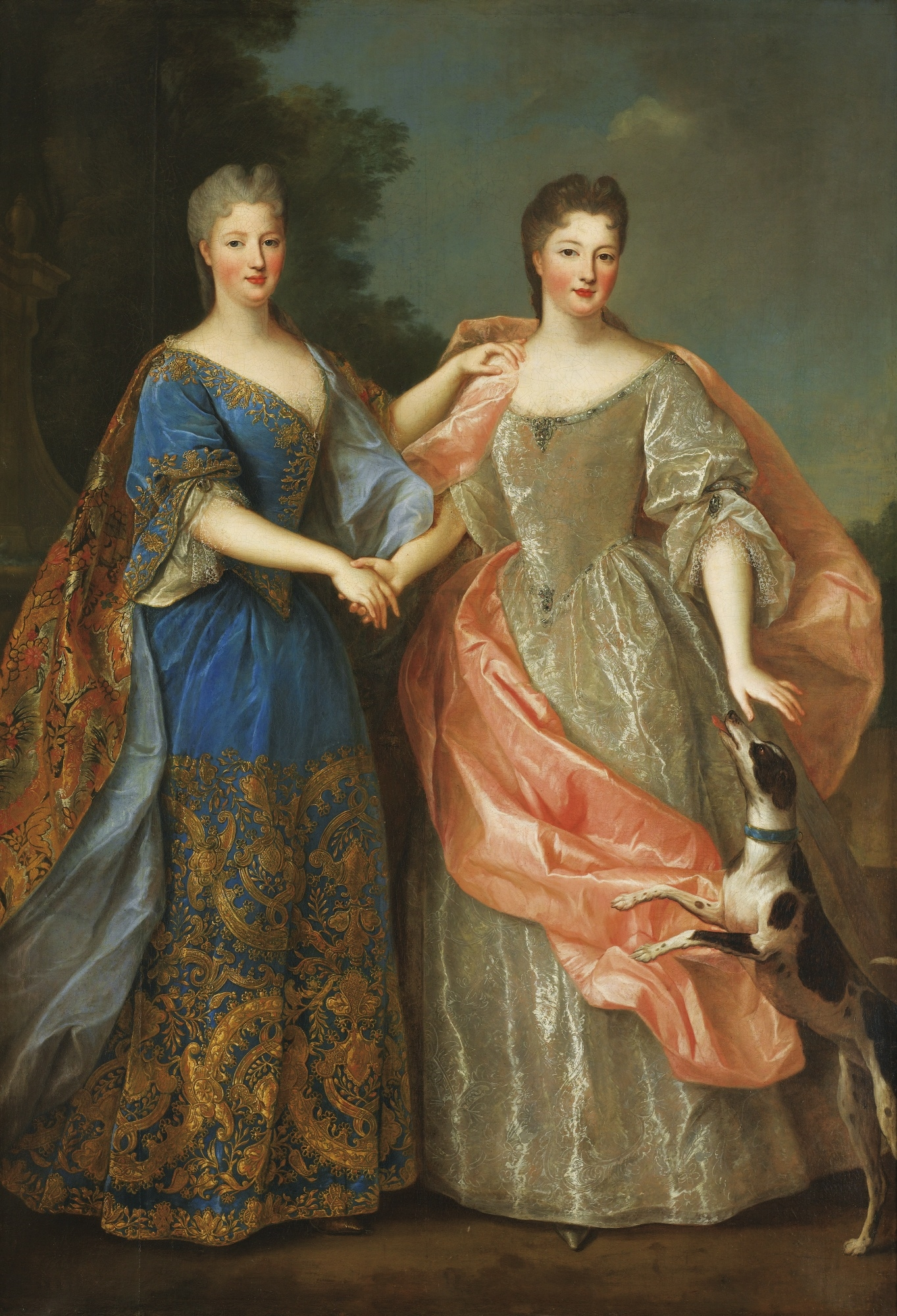
فرانسواز ماري مع شقيقته لويز فرانسواز دوقة بوربون.

وفي 1701 بعد وفاة حماها، أصبح زوجها دوق أورليان الجديد وورث عنه جميع ممتلكاته، وبذلك أصبحت لها الأسبقية على حماتها، بعد دوقة بورغندي فقط، فقد توفي حماها بعد اصابته بسكتة دماغية نتيجة مشادة مع والدها لويس الرابع عشر حول تباهي زوجها بعشيقته الحامل أمامها، على الرغم من أن زوجها عاش حياة الفجور، إلا أنها فضلت العيش بهدوء في ممتلكات زوجها دون فضائح على عكس أخوتها الذين غالباً ما شاركوا في سياسة إلى جانب زوجها، على الرغم من أنها كانت بارعة وفاتنة إلا أنها فضلت التقرب من دوقة سفورزا، بعد يومين من عيد ميلادها في عام 1707 توفيت والدتها التي عاشت في عزلة لأكثر من عقدين منذ نفيها من البلاط الملكي في 1691، ولقد منعها والدها هي وأخواتها من لبس الحداد عليها، ومع ذلك فضلوا التغيب عن تجمعات البلاط أثناء فترة الحداد باستثناء شقيقها دوق ماين الذي ورث من والدته ممتلكاتها.
في عام 1710 كان حفيد لويس الرابع عشر شارل دوق بيري هو الأعزب الوحيد فاقترح عليه الزواج من لويز إليزابيث دي بوربون ابنة لويز دوقة بوربون، ولكن في 6 يوليو 1710 رتبت فرانسواز ماري زواج ابنتها الكبرى ماري لويز إليزابيث إلى شارل بدعم من دوقة بورغندي، مما أثار انزعاج دوقة بوربون كثيراً، أدى هذا الزواج إلى رفع ماري لويز إلى مرتبة ابنة فرنسا الصغرى فوق جميع أميرات الدم، وبذلك سبقت والدتها التي رجعت إلى المرتبة الثالثة.
بعد وفاة والدها المسن في 1715 أصبح الدوفين ذو خمسة أعوام لويس ملكاً على فرنسا، كان هناك توتر كبير بين شقيقها دوق ماين وزوجها دوق أورليان حول الوصاية على الملك الصغير، ولكن في اليوم التالي حكم برلمان باريس لصالح زوجها، وبصفتها زوجة حاكم فرنسا «الوصي» أصبحت فرانسواز ماري أهم سيدة في المملكة كلها، زاد زوجها خلال فترة الوصاية من بدلها السنوي إلى 400,000 ليفر، وفي مارس 1719 حصلت على قصر باينوليه بالقرب من باريس، وعند وفاتها انتقلت حيازته إلى ابنها لويس.

## الذرية وحياتهم
أنجبت له ثمانية أبناء؛ هم:-

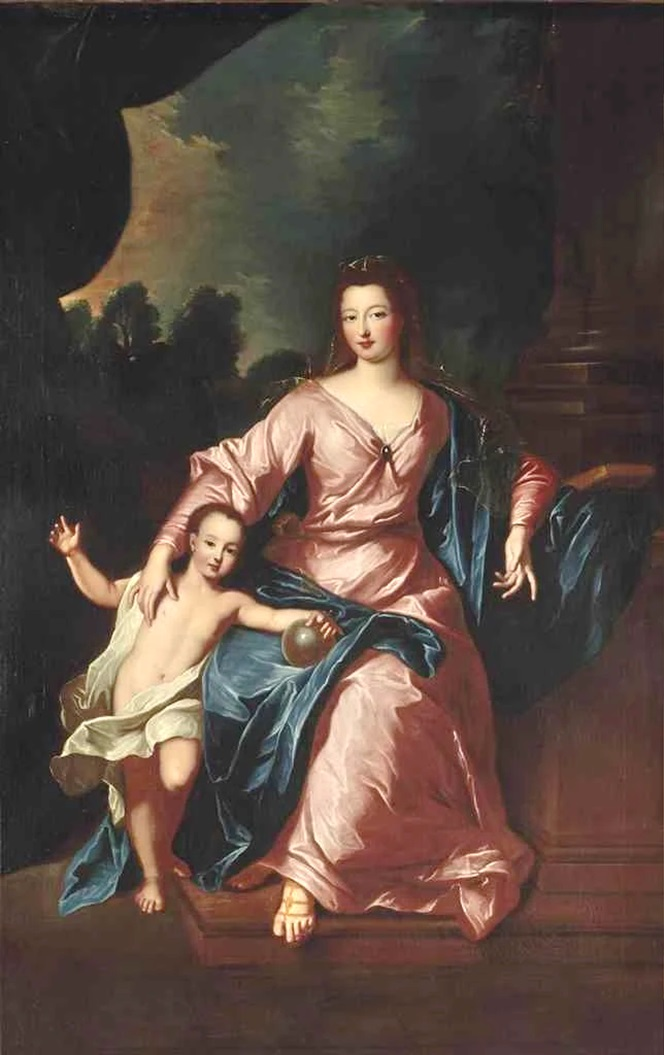
فرانسواز ماري، مع ابنها لويس

1. ماري إيزابيلا (17 ديسمبر 1693 - 17 أكتوبر 1694)؛ توفيت صغيرة.
2. ماري لويز إليزابيث (20 أغسطس 1695 - 21 يوليو 1719)؛ تزوجت من ابن خالها شارل دوق بيري؛ ليس لديهم أبناء عاشوا طويلاً.
3. لويز أديلايد (13 أغسطس 1698 - 10 فبراير 1743)؛ راهبة.
4. شارلوت أغْلاي (20 أكتوبر 1700 - 19 يناير 1761)؛ تزوجت من فرانشيسكو الثالث دي إستي دوق مودينا؛ لهم ذرية.
5. لويس دوق أورليان (4 أغسطس 1703 - 4 فبراير 1752)؛ تزوج من مارغرافين جين من بادن-بادن؛ لهم ذرية.
6. لويز إليزابيث (11 ديسمبر 1709 - 16 يونيو 1742)؛ تزوجت من لويس الأول ملك إسبانيا؛ ليس لديهم ذرية.
7. فيليبين إليزابيث (18 ديسمبر 1714 - 21 مايو 1734)؛ كانت مخطوبة من إنفانتي كارلوس من إسبانيا؛ ولم تتزوج.
8. لويز ديان (27 يونيو 1716 - 26 سبتمبر 1736)؛ تزوجت من لويس فرانسوا أمير كونتي؛ لديهم ابناً واحداً.

كانت هناك العديد من شائعات حول بناتها، فـ دوقة بيري أصبحت أرملة بعد وفاة زوجها من حادث في 1714، فجمعت حولها العديد من العشاق وأخفت نفسها في قصر لوكسمبورغ، توفيت تقريباً من المخاض في أوائل 1719، بذلك حرمت من أسرار الكنيسة، بعد أن أصبحت حاملاً مرة أُخرى، في حين ابنتها شارلوت أغْلاي دخلت في علاقة مع الفاسق دوق ريشيليو، ولكن مع اكتشاف الأمر من قبل والديها حاولا التفريق بينهما، ولكن مع اكتشاف مؤامرة تشلاماري تم القبض على دوق دوقة ماين وكذلك دوق ريشيليو لمشاركتهما في المؤامرة وسجنهما مؤقتاً.
في وقت لاحق حاولت فرانسواز ماري تزويج إحدى ابنتيها لويز أديلايد أو شارلوت أغْلاي من ابن شقيقها لويس أوغست أمير دومبوا لكن كلتهما رفضتا، ولكن مع 1721 تم ترتيب زواج ملكي بين فرنسا وإسبانيا لأثنين من بناتها الصغار لويز إليزابيث وفيليبين إليزابيث، بحيث كان على لويز إليزابيث الزواج من انفانتي لويس وريث عرش الإسباني، وإما فيليبين إليزابيث عليها الزواج من شقيقه انفانتي كارلوس، على الرغم من ابنتها لويز إليزابيث استطعت الزواج من لويس، وأصبحت لاحقاً ملكة إسبانيا إلا أن زوجها سرعان ما توفي بعد سبعة أشهر من صعوده إلى العرش، ولم يكن لديهم أبناء، إلا أن مع 1725 عادتا إلى فرنسا مما تسبب إلى أزمة في العلاقات الفرنسية-الإسبانية.

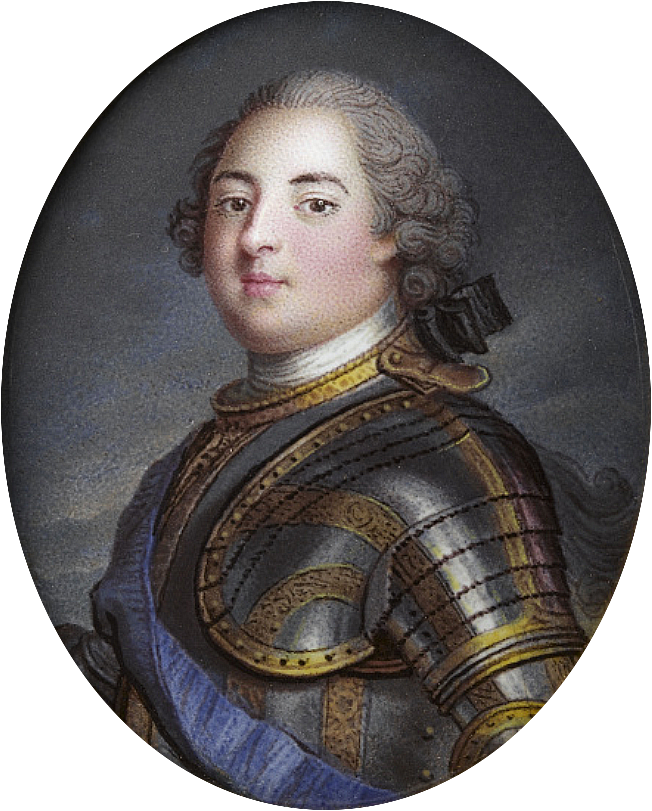
حفيدها لويس فيليب

ومع ديسمبر 1723 توفي زوجها، وتقاعدت في سان كلو، وفي عام 1725 كانت حاضرة أثناء زواج لويس الخامس عشر من الأميرة البولندية المنفية ماريا ليزينسكا، مما قلل بإسبقيتها، وكما حدث ذلك مع ولادة بناتهن، كما اتضح فيما بعد أن بنتهم الأميرة هنرييت كانت واقعة في حب حفيدها لويس فيليب دوق شارتر، ومع ذلك الملك لويس الخامس عشر لم يسمح لهم بالزواج لأن لا يريد أن يكون أسرة أورليان قريبون من العرش الفرنسي مرة أُخرى، بعد ذلك قامت فرانسواز ماري الدوقة الأرملة بتوجيه من قبل ابنها بالتفاوض مع ابنة شقيقتها لويز إليزابيث دي بوربون من أجل زواج حفيدها من ابنتها الفاتنة لويز هنرييت دي بوربون حدا هذا الزواج في إنهاء العداوة بينهما، شقيقتها توفيت في 1743، وفي 1747 انجبا هذا الزوجين لويس ايغاليتي وهو والد لويس فيليب (في المستقبل ملك الفرنسيين).
إما أصغر بناتها سناً لويز ديان وكانت المفضلة لها، أصبحت لاحقاً زوجة أمير كونتي ومع ذلك توفيت بعد ولادة ابنها الوحيد هو أخر أمير كونتي سيتزوج لاحقاً من ماريا فورتوناتا من مودينا هي واحدة بنات شارلوت أغْلاي المتمردة، التي كانت أكثر بناتها حياتها صعبة، بحيث رجعت إلى فرنسا بعد نفيها من مودينا، ومع ذلك اختارت فرانسوا ماري مع ابنها تجاهلها، لاحقاً رجعت إلى مودينا في 1737 كدوقة القرينة.

## الوفاة
توفيت الدوقة الأرملة في 1 فبراير 1749 في القصر الملكي بعد صراعها مع مرض طويلاً، عن عمر يناهز 71 عاماً، كانت أخر أبناء لويس الرابع عشر وفاةً، عاشت لمدة ستة وعشرون سنة منذ وفاة زوجها، تاركة ورائها أثنين من أبنائها الثمانية شارلوت أغْلاي ولويس، في حين الآخرون توفوا جميعاً قبلها، ودفنت رفاتها في 6 فبراير في كنيسة مادلين دي ترايسنيل هي كنيسة البندكتية قديمة، في حين تم دفن قلبها في فال-دو-غراس.
في الوقت الحالي،من خلال مجموعة الصور الملكية التي تملكها العائلة المالكة البريطانية هناك صورة مصغرة من قبل الرسامة الفينسية روزالبا كاريرا لفرانسواز ماري يتم تصويرها على أنها كـ أمفيتريت.